# Anomis scitipennis
Anomis scitipennis är en fjärilsart som beskrevs av Walker 1864. Anomis scitipennis ingår i släktet Anomis och familjen nattflyn. Inga underarter finns listade i Catalogue of Life.

## Bildgalleri

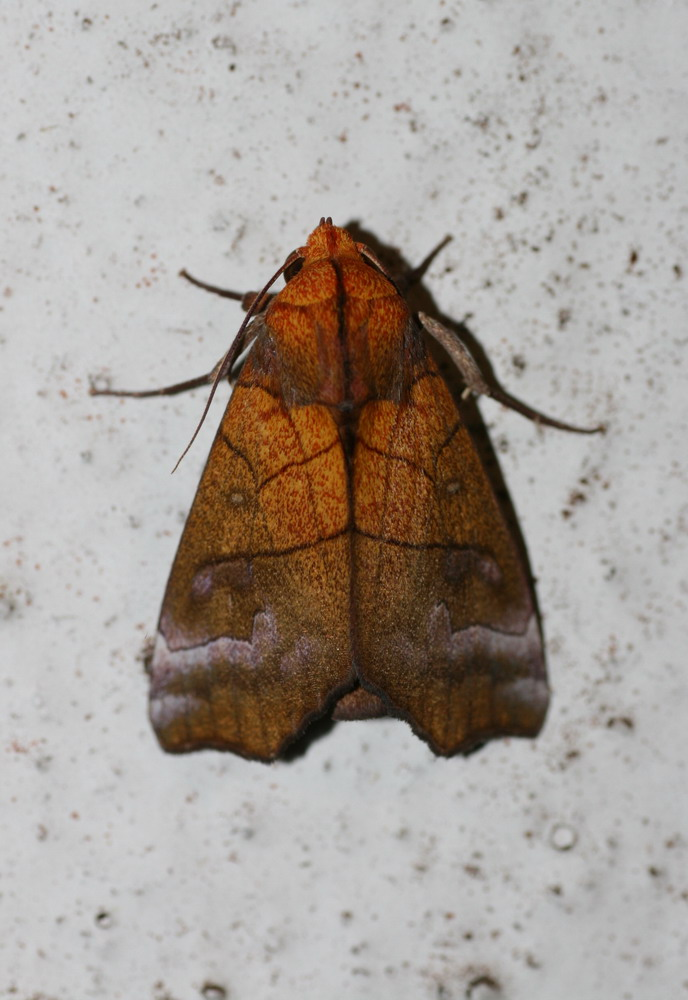